# كرن (الصومال)
كرن (بفتح الكاف وكسر الراء) (بالصومالية: Karin)‏ هي بلدة قديمة في محافظة باري بولاية بونتلاند شمال شرق الصومال، تبعد عن بوصاصو 40 كيلومتر (25 ميل) نحو الجنوب وتقع على الطريق السريع الرئيس الذي يربط بوصاصو بجروي، تقع المدينة إداريًا تحت بلدية بوصاصو، وتشتهر بمزارع النخيل والفواكه.